# BOE Technology Group
BOE Technology Group (京东方科技集团股份有限公司) — крупный китайский производитель электроники и различных компонентов, входит в число крупнейших компаний страны и мира. BOE Technology Group основана в 1993 году, штаб-квартира расположена в Пекине.
Компания производит более четверти всех плоскопанельных дисплеев в мире, в том числе дисплеи для смартфонов, планшетов, ноутбуков, банкоматов, интерактивных досок, медицинской техники и автомобилей, а также телевизоры, компьютерные мониторы, электронные табло для поездов и стадионов, «умные» зеркала заднего вида и системы безопасности.

## История
В 1993 году Ван Дуншэн основал Beijing Oriental Electronics Group. В 1994 году был создан ряд совместных предприятий с японскими компаниями Asahi Glass (стекло для электроники), Nissin Industry и Nippon Tanshi (электронные компоненты).
В 1997 году было создано совместное предприятие с тайваньской компанией AOC International, после чего Beijing Oriental вышла на Шэньчжэньскую фондовую биржу. В 1999 году были созданы дочерние компании BOE Special Display Technology и Beijing Orient Vacuum Electric.
В 2001 году Beijing Oriental Electronics Group была переименована в BOE Technology Group. В этом же году компания создала технологическую лабораторию AMOLED, а в 2002 году основала дочернюю компанию Suzhou BOE Chatani Electronics (производство компонентов для дисплеев). В 2003 году BOE завершила приобретение бизнеса по производству плоских дисплеев у корейской компании Hynix Semiconductor и создала в Южной Корее совместное предприятие с Hydis Technologies.
В 2006 году была создана дочерняя компания BOE Mobile Display Technology (производство дисплеев для смартфонов и планшетов). В 2009 году была основана дочерняя компания BOE Energy Technology (производство солнечных панелей). В 2010 году BOE приобрела Taipei Display Research Center и завод AIO Manufacturing у компании Suzhou Gaochuang Electronics, а также открыла в Пекине лабораторию передовых технологий в области дисплеев; в 2011 году открыла научно-исследовательский центр в Токио.
В 2012 году BOE Technology открыла научно-исследовательский центр в Санта-Кларе (США), в 2014 году инвестировала средства в калифорнийскую компанию Meta, которая занималась разработкой технологий дополненной реальности, в 2015 году приобрела медицинский центр OASIS International Hospital в Пекине, в 2016 году — производителя автомобильных дисплеев Varitronix (Чэнду). В 2018 году BOE Technology Group купила французскую компанию SES-Imagotag (Нантер) — крупнейшего производителя электронных ценников и других устройств для розничной торговли.
По состоянию на 2018 год выручка BOE Technology Group составляла 14,5 млрд долл., чистая прибыль — 0,5 млрд долл., общие активы — 44,3 млрд долл., рыночная стоимость — 20,3 млрд долл., в компании работало свыше 68 тыс. сотрудников.

## Продукция
BOE Technology Group является одним из крупнейших мировых производителей жидкокристаллических дисплеев (в том числе AMOLED-дисплеев и OLED-дисплеев), сенсорных экранов (в том числе OGS-дисплеев), электронных индикаторов и оптоэлектронных сенсоров. Также компания производит солнечные панели, гибкие дисплеи, HUD-дисплеи, электронные табло для поездов и автобусов, медицинскую электронику (в том числе рентгеновские аппараты), сканеры отпечатков пальцев, электронные ценники, мобильные платформы для розничной торговли, здравоохранения, финансовых услуг, транспорта, энергетики, образования, искусства и умного дома.
BOE Technology Group выпускает продукцию как под собственными марками, так и по заказу для компаний Samsung Electronics, Intel, Apple, Huawei, Lenovo, Haier, Hisense, Konka Group и Neusoft. Основными конкурентами BOE на мировом рынке дисплеев являются южнокорейские фирмы LG Display и Samsung Display, а также китайские фирмы TCL Corporation и Tianma Microelectronics.

## Производственные мощности

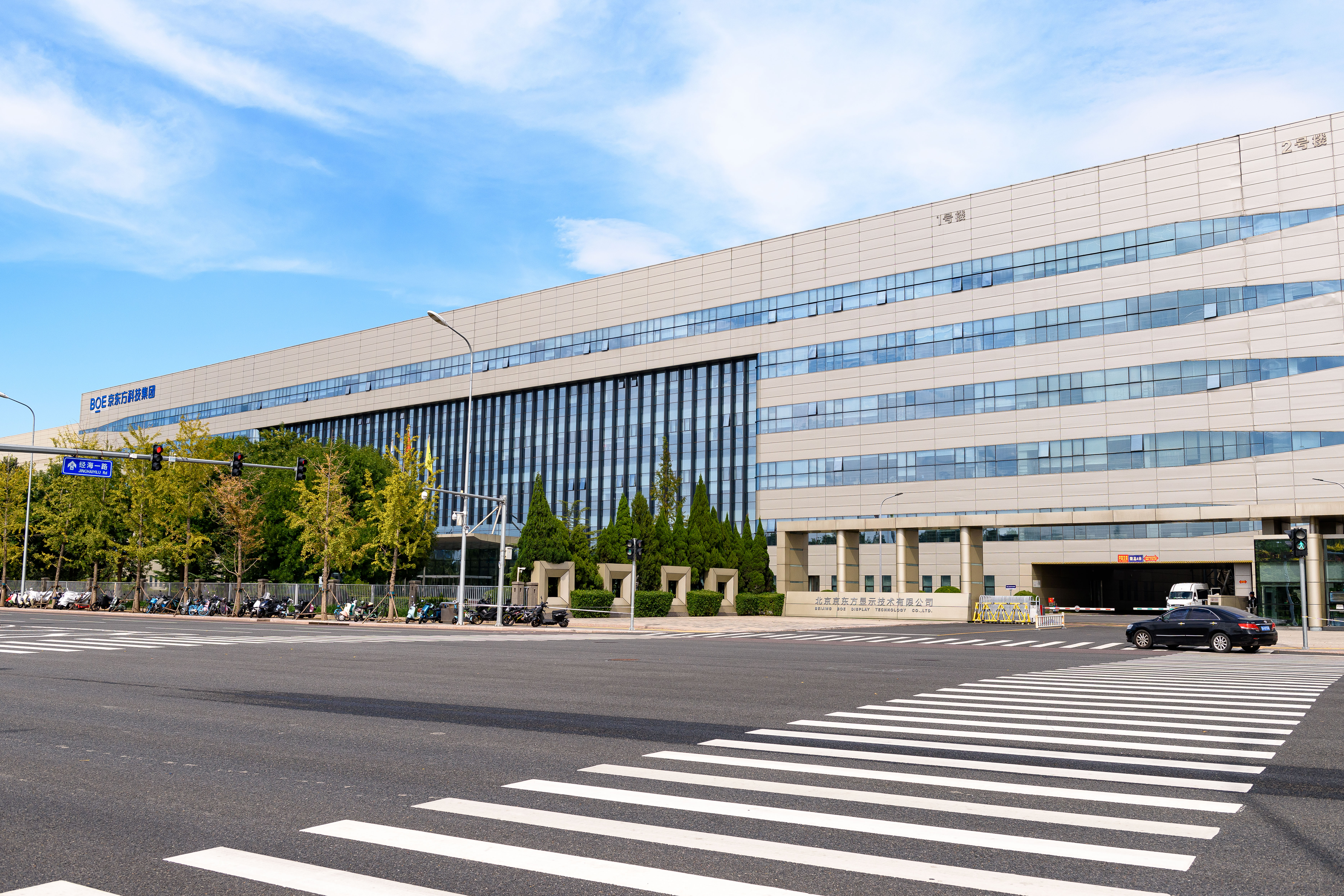
Завод BOE в Пекине

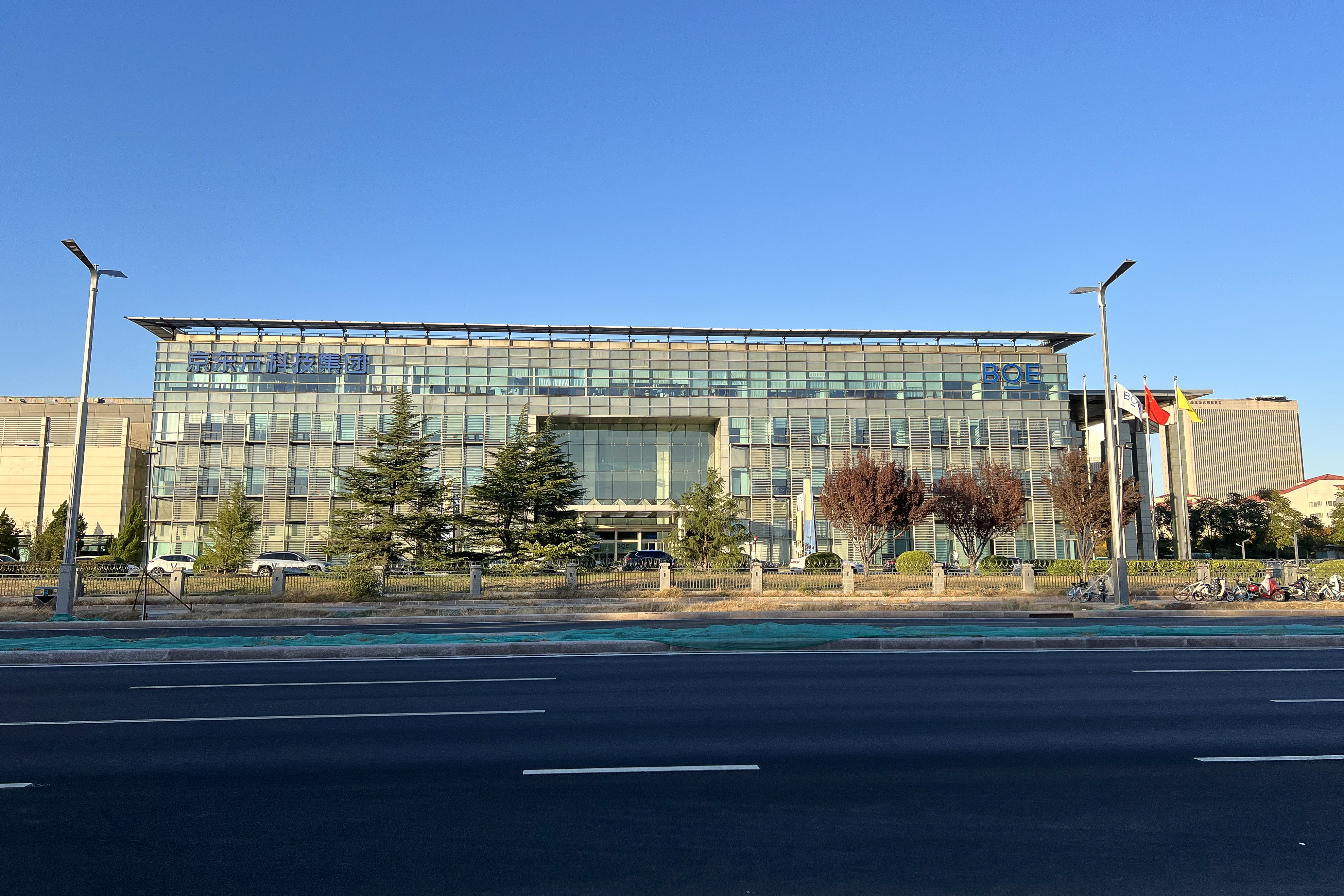
Офис BOE Optoelectronics в Пекине

Производственные предприятия BOE Technology Group расположены в городах Пекин, Гуань, Хэфэй, Чэнду, Чунцин, Фучжоу, Мяньян, Ухань, Куньмин, Сучжоу и Ордос, а также во Франции, Южной Корее и на Тайване. В Ухане компания владеет BOE Wuhan Life Science Park, а в Сучжоу — BOE Smart Manufacturing Service Industry Park.

## Исследовательские центры
Научно-исследовательские центры BOE Technology Group расположены в Пекине, Тайбэе, Токио и Санта-Кларе. Кроме научных центров BOE Technology Group владеет «умными больницами» в Пекине (OASIS International Hospital), Чэнду (Chengdu Digital Hospital) и Хэфэе (Hefei Digital Hospital), а также управляет онлайн-платформой телемедицины и распределения медицинских ресурсов (диагностика и лечение на основе распознавания фотографий с помощью искусственного интеллекта).

## Акционеры
Крупнейшими акционерами BOE Technology Group являются Комитет по контролю и управлению государственным имуществом Пекина (15,2 %), Yuzi Optoelectronics Industry (5,1 %), Jianxiang Investment (5 %) и Beijing Econ & Tech Development Area (3,6 %).